# IllustStudio
IllustStudio（イラストスタジオ）は、ComicStudioで知られる株式会社セルシスによって開発されたペイントソフトである。略称はイラスタ。

## 概要
一般発売に先立って、ワコム製ペンタブレットIntuos4購入ユーザーに無償提供され、ダウンロード版は2009年4月24日、パッケージ版は2009年5月29日に発売された。ダウンロード版は2010年5月11日をもって販売終了となっている。また、1年間使用できるIllustStudio 12ヶ月ライセンスも発売されている。CLIPではIllustStudioのレンタルも行われている。
発売後もユーザーからの要望を取り入れて活発に機能追加が行われており、不定期に公開されているアップデータを適用することで新機能を利用することができる。また、正式リリース前に新機能を試用できる先行プレビュー版（RC版）も公開されている。
作画支援ソフトのPOSE STUDIOで作成した3DモデルのポーズをIllustStudioで読み込むことで下絵として作画の参考にすることができる。
pixivのプレミアム会員向けにIllustStudio for pixivが月1000pixivポイントで提供されている。このIllustStudioにはpixivへの画像アップロード機能が付加されている。
IllustStudio for pixivの新規申し込みは2015年6月30日に終了、申し込み済みのユーザーも2015年12月23日をもって提供終了する。
CLIP STUDIO PAINTにその機能を引き継ぎ、2015年6月30日に販売終了となった。

## CLIP PAINT Lab
セルシスでは、Mac OS X用のイラスト制作ツールCLIP PAINT Lab（仮称）が開発中であると発表されていたが、2011年5月19日に独自開発の新エンジン「TRIGLAV（トリグラフ）エンジン」を採用したWindows・Mac OS Xの両方に対応したCLIP PAINT Lab Ver.0.6を公開した。64bitOSやマルチコアCPUにも対応しているが、あくまで試験的なソフトウェアであり試用期限も設定されていた。現時点でCLIP PAINT LabとIllustStudioとの関係性は不明。
2011年12月6日、CLIP PAINT Labを新製品のペイントツールCLIP STUDIO（クリップスタジオ）として2012年春に発売されることが発表された。
2012年4月25日、CLIP STUDIOをCLIP STUDIO PAINT PRO（クリップスタジオペイントプロ）の名称で2012年5月31日より販売されることが発表された。また、上位グレード版のCLIP STUDIO PAINT EX（クリップスタジオペイントイーエックス）は、2013年2月1日に発売した。なお、2013年10月31日まで既存のIllustStudioユーザーは申請をすることで、ダウンロード版のCLIP STUDIO PAINT PROを無償で購入できる措置が取られた。

## 対応ファイル形式
- Illuststudioドキュメント形式（.xpg）
- ComicStudioページファイル形式（.cpg）
- Adobe Photoshop形式（.psd）
- Windows bitmap形式（.bmp）
- JPEG形式（.jpg）
- PNG形式（.png）
- TGA形式（.tga）
- TIFF形式（.tif）

## リリース履歴
- 2009年 Ver.1.0シリーズ

## 関連書籍
- 『あなたもイラストが描ける ILLUST STUDIO 公式ガイド』（平井太朗／著、株式会社セルシス／監修、角川書店〈アスキー・メディアワークス〉、2009年8月7日発売）ISBN 978-4-04-867997-8
- 『デジ絵を簡単マスター 画力向上トレーニング ペイントツールSAI&IllustStudio対応』（牧山直樹／監修、サイドランチ／著、ソーテック社、2009年9月25日発売）ISBN 978-4-88166-704-0
- 『キャラクター・水彩・厚塗り・風景がもっとうまくなる! 公式Illust Studio ステップバイステップ』（遠田志帆ほか／著、株式会社セルシス／監修、ボーンデジタル、2009年11月24日発売）ISBN 978-4-86267-073-1
- 『先輩絵師が教える作画テクニック パソコンでイラストを描こう! IllustStudio/SAI/Pixia…人気ソフトに対応』（アスキー書籍編集部／編、角川書店〈アスキー・メディアワークス〉、2009年12月22日発売）ISBN 978-4-04-868054-7
- 『公認IllustStudioですぐできる見惚れるイラストの描き方 イラストコミュニケーションサイトpixiv人気絵師が徹底解説!』（株式会社セルシス／監修、ピクシブ通信編集部／編、エンターブレイン、2010年3月20日発売）ISBN 978-4-04-726395-6
- 『IllustStudio perfect master』（小高みちる／著、ビー・エヌ・エヌ、2010年3月24日発売）ISBN 978-4-86100-701-9
- 『はじめてのイラストスタジオ』（はせべれいこ／著、工学社、2010年4月9日発売）ISBN 978-4-7775-1511-0
- 『描いてみよう! イラストスタジオ イラスタ初体験でここまで描ける!!』（インフォレスト、2010年6月5日発売）ISBN 978-4-86190-590-2
- 『先輩絵師に学ぶ作画テクニック ILLUST STUDIO 公式メイキング講座』（平井太朗／著、株式会社セルシス／監修、角川書店〈アスキー・メディアワークス〉、2010年9月25日発売）ISBN 978-4-04-868724-9
- 『あなたもイラストが描ける ILLUST STUDIO 公式ガイド 全面改訂版』（平井太朗／著、株式会社セルシス／監修、角川書店〈アスキー・メディアワークス〉、2012年8月29日発売）ISBN 978-4-04-870311-6